# Laganosuchus
Laganosuchus – rodzaj krokodylomorfa z rodziny Stomatosuchidae żyjącego w późnej kredzie na obecnych terenach Afryki. Został nazwany w 2009 roku przez Paula Sereno i Hansa Larssona. Gatunkiem typowym jest Laganosuchus thaumastos, opisany w oparciu o niemal kompletną żuchwę (MNN IGU12) pochodzącą z osadów formacji Echkar w Nigrze datowanych na cenoman, około 95 mln lat. W pobliżu odnaleziono szczątki innego przedstawiciela Crocodyliformes z rodzaju Kaprosuchus, teropodów rugopsa, spinozaura, karcharodontozaura oraz zauropodów z grupy tytanozaurów i nienazwanego przedstawiciela rebbachizaurów. Żuchwa L. thaumastos mierzy 84 cm długości, co sugeruje, że należała do zwierzęcia o długości 4–6 metrów. Drugi gatunek należący do rodzaju Laganosuchus, L. maghrebensis, został opisany w oparciu o niekompletną lewą kość zębową z czterema zębodołami pochodzącą z osadów złóż Kem Kem w Maroku, również datowanych na około 95 mln lat. L. maghrebensis osiągał mniejsze rozmiary niż L. thaumastos, był jednak do niego bardzo podobny. Niewielkie różnice w budowie kości zębowych potwierdzają jednak ich odmienność na poziomie gatunkowym. Laganosuchus miał bardzo płaskie, wydłużone szczęki w kształcie litery U. Prawdopodobnie nie był w stanie gwałtownie ich otwierać ani zamykać. Sereno i Larsson sugerują, że Laganosuchus i jego najbliższy krewny, Stomatosuchus, były aktywnymi drapieżnikami polującymi z zasadzki na wodne kręgowce. Wiele cech zaawansowanych, takich jak znaczące wydłużenie szczęk, sugeruje bliskie pokrewieństwo Laganosuchus i Stomatosuchus. Według analizy filogenetycznej przeprowadzonej przez Sereno i Larssona Laganosuchus jest najbliższą grupą zewnętrzną kladu obejmującego Bernissartia, Isisfordia oraz krokodyle.
Nazwa Laganosuchus pochodzi od greckich słów laganon („naleśnik”) oraz souchos („krokodyl”) i odnosi się do spłaszczenia czaszki zwierzęcia. Nazwa gatunkowa gatunku typowego, thaumastos oznacza po grecku „zadziwiający”, co jest odniesieniem do płytkości szczęk oraz prostych i ostrych zębów zwierzęcia. Nazwa gatunkowa L. maghrebensis pochodzi od Maghrebu – miejsca odkrycia holotypu tego gatunku.